# (3383) Koyama
(3383) Koyama – planetoida z pasa głównego asteroid okrążająca Słońce w ciągu 4 lat i 41 dni w średniej odległości 2,57 j.a. Została odkryta 9 stycznia 1951 roku w Landessternwarte Heidelberg-Königstuhl w Heidelbergu przez Karla Reinmutha. Nazwa planetoidy pochodzi od Hisako Koyamy, stałego członka Narodowego Muzeum Naukowego w Tokio. Została zaproponowana przez S. Nakano, który pomgół zidentyfikować tą planetoidę. Przed nadaniem nazwy planetoida nosiła oznaczenie tymczasowe (3383) 1951 AB.